# Palhano
Palhano is een gemeente in de Braziliaanse deelstaat Ceará. De gemeente telt 9.268 inwoners (schatting 2009).
De gemeente grenst aan Aracati, Beberibe, Itaiçaba, Jaguaruana en Russas.